# شوربة السبانخ
شوربة سهلة التحضير تتكوّن من السبانخ، البطاطا، البصل، مرق الدجاج، الكريم، الزبدة، الفلفل الأسود والملح.
تحتوي وجبة شوربة السبانخ (300غ تقريباً) على المعلومات الغذائية التالية:
- السعرات الحرارية: 586
- الدهون: 40
- الدهون المشبعة: 25
- الكوليسترول: 127
- الكاربوهيدرات: 46
- البروتينات: 13